# 霍訥巴赫河
51°56′45.1″N 7°41′15.5″E / 51.945861°N 7.687639°E
霍訥巴赫河（德語：Honebach），是德國的河流，位於該國西部，處於北萊茵-威斯特法倫州，屬於韋爾瑟河的支流，河道全長3.8公里，流域面積7平方公里。